# Gornja Vrijeska
Gornja Vrijeska falu Horvátországban Belovár-Bilogora megyében. Közigazgatásilag Đulovachoz tartozik.

## Fekvése
Belovártól légvonalban 45, közúton 53 km-re délkeletre, Daruvár központjától légvonalban 6, közúton 8 km-re északkeletre, Nyugat-Szlavóniában, a Papuk-hegység nyugati részén, a Drenovac és Vrieska-patakok közötti magaslaton fekszik. 

## Története
A falu nevét a Vrijeska-patakról, az pedig a hegyi pereszlény horvát nevéről (vrijesak) kapta. Területe már a régmúltban is lakott volt, ezt bizonyítják a „Bijelo brdo” nevű régészeti lelőhely leletei. A térség a 17. század végén szabadult fel a török uralom alól. A kihalt területre a parlagon heverő földek megművelése és a határvédelem céljából a 18. század első felében Bosznia területéről telepítettek be új, szerb anyanyelvű lakosságot. Az itteni birtokokat 1760-tól vásárolta meg gróf daruvári Jankovich Antal Pozsgega vármegye alispánja, később főispánja és János nevű testvére. Az első katonai felmérés térképén „Dorf Vrieska” néven találjuk. Lipszky János 1808-ban Budán kiadott repertóriumában „Vrieszka” néven szerepel. Nagy Lajos 1829-ben kiadott művében „Vrieszka” néven 26 házzal és 241 ortodox vallású lakossal találjuk.
A Magyar Királyságon belül Horvát–Szlavónország részeként, Pozsega vármegye Daruvári járásának része volt. 1857-ben 245, 1910-ben 363 lakosa volt. 1910-ben a népszámlálás adatai szerint lakosságának 77%-a szerb, 10%-a cseh, 7%-a horvát anyanyelvű volt. Az I. világháború után 1918-ban az új szerb-horvát-szlovén állam, majd később (1929-ben) Jugoszlávia része lett. 1941 és 1945 között a németbarát Független Horvát Államhoz, háború után a település a szocialista Jugoszláviához tartozott. A település 1991-től a független Horvátország része. Ebben az évben lett az önálló Đulovac község része is, azelőtt Daruvárhoz tartozott. 1991-ben lakosságának 82%-a szerb, 11%-a horvát nemzetiségű volt. A délszláv háború idején az 1991 szeptemberében Daruvárról kivert szerb erők a Papuk-hegységbe húzódtak vissza. Október 8-án a horvát erők heves harcok után ellenőrzésük alá vették Gornja Vrijeskát is, a harcokban több mint tíz szerb vesztette életét. A szerb lakosság nagyrészt elmenekült. 2011-ben a településnek 42 lakosa volt.

## Lakossága
| Lakosság változása | Lakosság változása | Lakosság változása | Lakosság változása | Lakosság változása | Lakosság változása | Lakosság változása | Lakosság változása | Lakosság változása | Lakosság változása | Lakosság változása | Lakosság változása | Lakosság változása | Lakosság változása | Lakosság változása | Lakosság változása |
| ------------------ | ------------------ | ------------------ | ------------------ | ------------------ | ------------------ | ------------------ | ------------------ | ------------------ | ------------------ | ------------------ | ------------------ | ------------------ | ------------------ | ------------------ | ------------------ |
| 1857               | 1869               | 1880               | 1890               | 1900               | 1910               | 1921               | 1931               | 1948               | 1953               | 1961               | 1971               | 1981               | 1991               | 2001               | 2011               |
| 245                | 370                | 354                | 238                | 283                | 363                | 340                | 409                | 390                | 373                | 354                | 301                | 267                | 210                | 31                 | 42                 |

(1880-ig Vrijeska néven, Donja Vrijeska lakosságával együtt.)